# Médiathèque Georges-Delaw
La médiathèque Georges-Delaw se situe dans la commune de Sedan, elle-même située dans le département des Ardennes, en région Grand Est. Elle fait partie du réseau des médiathèques communautaires d'Ardenne Métropole.

## Historique

### Histoire
La bibliothèque municipale de Sedan est créée en 1809. Le fonds de livres est constitué à partir des vestiges de différentes bibliothèques, récupérés dans le cadre des confiscations révolutionnaires ou des bibliothèques catholiques de Sedan (collège des Jésuites ou du couvent des Capucins), ainsi que des établissements religieux de la région (abbayes de Mouzon, du Mont-Dieu, d’Élan, de Laval-Dieu, de Signy, de Belval et d’Orval).
Au XXe siècle, les fonds de la bibliothèque continuent de croître jusqu’à la veille de la Seconde guerre mondiale, période pendant laquelle ils sont déplacés dans les Deux-Sèvres pour échapper aux destructions. En 1951, les fonds sont rapatriés à Sedan, et la bibliothèque municipale s’installe dans l’ancien collège de Jésuites.
Un nouveau bâtiment est construit sur l’îlot de la Corne de Soissons en 1983, date à laquelle la bibliothèque se transforme en médiathèque. En 2013, celle-ci est baptisée médiathèque Georges-Delaw en hommage à l’illustrateur et poète sedanais né en 1871. Elle rejoint, en 2015, le réseau des médiathèques communautaires d’Ardenne Métropole.

### Liste des directeurs
- 2015 - 2019 : Thibaut CANUTI[2]
- 2020 : Yann AOUSTIN[3]
- 2021 - 2022 : Alexandre LEDUCQ[4]
- 2022 : Alexandre VANAUTGAERDEN

### Architecture
La médiathèque, situé sur les bords de Meuse, est la création des architectes maîtres-d'œuvre Gottardi-Halleux-Poirier.  Le bâtiment occupe une surface de 2 225 m2 sur trois niveaux qui abritent différentes sections (adulte, jeunesse, image et son, numérique et patrimoine).

## Services

### Service Patrimoine
Le service patrimoine regroupe les fonds confiés à la médiathèque Georges-Delaw.

### Service Numérique

#### Gaming Zone
Un espace "gaming zone" est installé à la médiathèque Georges-Delaw. Cet espace comporte des consoles de jeu mise à disposition des abonnés, ainsi que la possibilité d'essayer la réalité virtuelle.

### Le Bon Groin
Le Bon Groin est la plateforme de services numériques accessible sur abonnement dans une médiathèque du Réseau de Médiathèques Communautaires d'Ardenne Métropole.

### L'espace Image & Son
Situé au rez-de-chaussée, l’espace « image et son », anciennement discothèque, a débuté le prêt de documents en octobre 1984. Le fond était alors constitué de disques vinyles et de cassettes audio. Les premiers CD sont arrivés dans les bacs en 1986. En 2024, la section est constituée d’environ 6000 CD, 4400 DVD (films, concerts et animation jeunesse) ainsi que de 250 partitions. Des concerts sont organisés tous les ans lors de la fête de la musique et pour d’autres évènements.

### L'espace adulte
Au rez-de-chaussée de la médiathèque Georges-Delaw, l'espace adulte et adolescent offre un large choix de documents pour s'informer, se former ou simplement se divertir. De nombreuses animations sont organisées périodiquement : expositions, rencontres avec des auteurs, lectures, puzzle participatif.

### L'espace Jeunesse
Situé au 1er étage (avec un ascenseur disponible pour les parents avec une poussette ou les personnes à mobilité réduite), on y trouve des albums pour les tout-petits, des BD et mangas, des livres audio, des contes, des romans mais aussi des documentaires et des magazines. L’équipe du secteur jeunesse accueille régulièrement des groupes d’enfants (scolaires, IME, centres sociaux…) en parallèle de ses nombreuses animations telles les lectures à voix haute, accueils d’auteurs et d’illustrateurs, ateliers créatifs, Escape game. Une table à langer et du matériel destiné à l’allaitement des jeunes mamans est disponible sur simple demande.

## Collections
Liste des collections courantes de la médiathèque :
- 33 188 imprimés adultes
- 19 228 imprimés jeunesse
- 6 345 CD audio
- 231 DVD musicaux
- 216 CD-Rom
- 280 partitions musicales
- 132 titres de périodiques (morts ou courants)

La médiathèque Georges-Delaw possède aussi des collections numériques qui ne cessent de s'agrandir :
- 5 000 documents numérisés
- 7.000 photographies anciennes en cours de traitement

## Fonds
La médiathèque Georges-Delaw conserve un fonds de documents anciens couvrant la période du XIIIe siècle au XIXe siècle.

### Manuscrits
- Les Antiquités judaïques suivies de la captivité des Juifs par Flavius Joseph, un manuscrit du XIIIe siècle provenant de l’abbaye d’Orval.
- Histoire chronologique de la ville et principautés de Sedan, Raucourt et Saint-Menges, le manuscrit du Révérend père Norbert (1720-1791) de 1778.
- La Turenneïde, un manuscrit du XVIIIe siècle à la gloire du Maréchal Turenne (1611-1675).

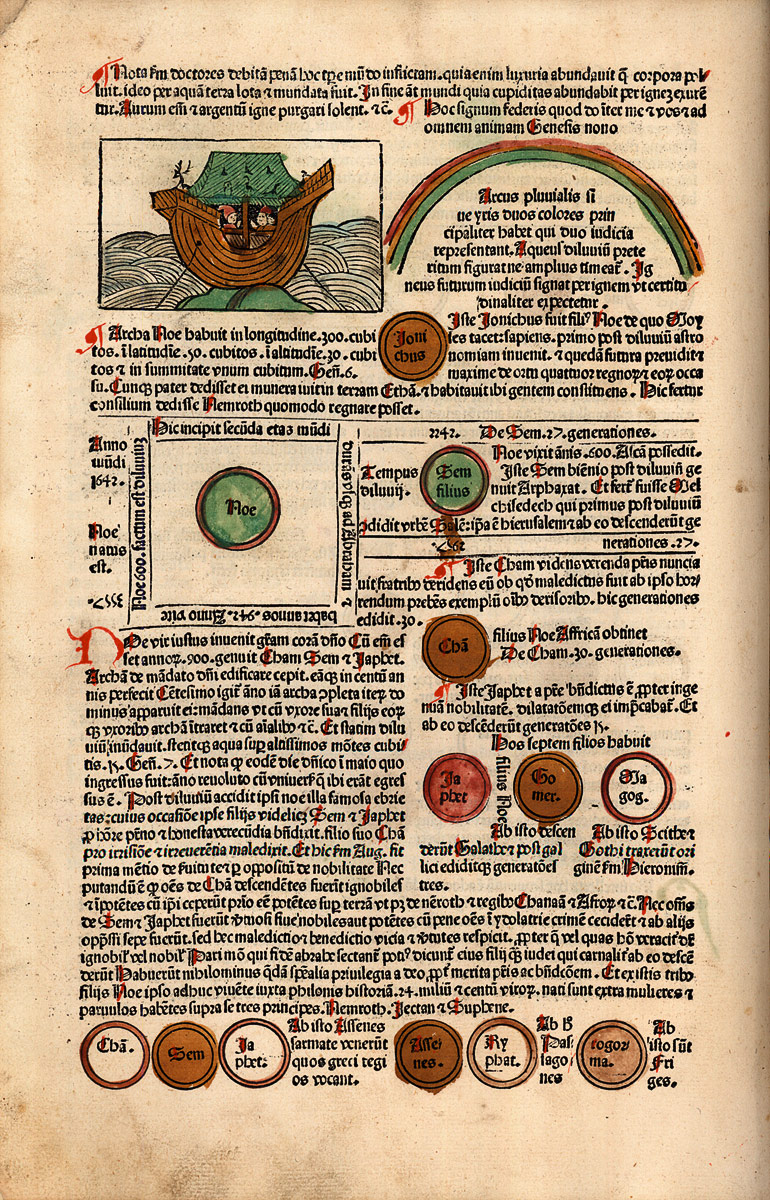
Page du Fasciculus temporum de Rolewink, Cologne vers 1483.

### Incunables
Parmi les incunables présents dans les fonds de la médiathèque Georges-Delaw, voici une sélection de documents remarquables :
- L’Opera Tomus Tertius de Jean Gerson, datant de 1483, et enluminé aux armes de Jean de Budé (1425-1500).
- Le Fasciculus temporum de Werner Rolevinck, datant de 1481, traité d’histoire universelle verbalisée.

### Livres imprimés duXVIeauXIXesiècle
- Production éditoriale de Jean Jannon, imprimeur-libraire de l’Académie protestante de Sedan et créateur du caractère typographique « La Petite Sedanoise ».

### Estampes
- Portrait d'Henri de la Tour d’Auvergne (1555-1623).
- Portrait de Charlotte de La Marck (1574-1594).
- Ensemble de gravures représentant les paysages et monuments architecturaux des Ardennes.

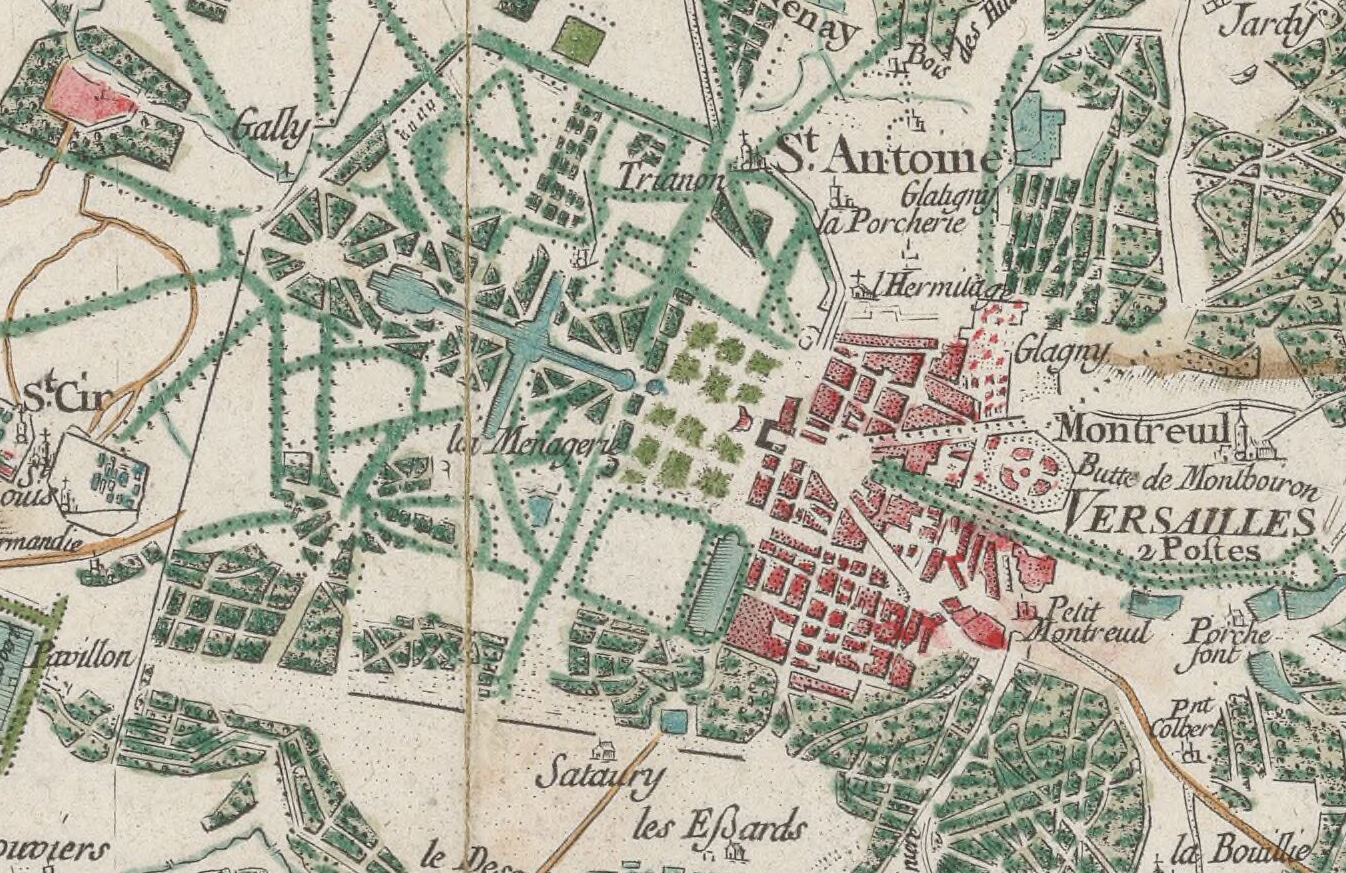
Extrait de la carte de Cassini : le domaine royal de Versailles.

### Cartes et plans
- Carte de Cassini, premier relevé cartographique complet réalisé sur l’ensemble du territoire français à l’initiative de Louis XV.
- Le Portrait de la neuve et incomparable ville de Charleville assise sur le bord de la Meuse dans la Principauté d'Arches par Edmé Moreau, datant de 1625[10].

### Cartes postales

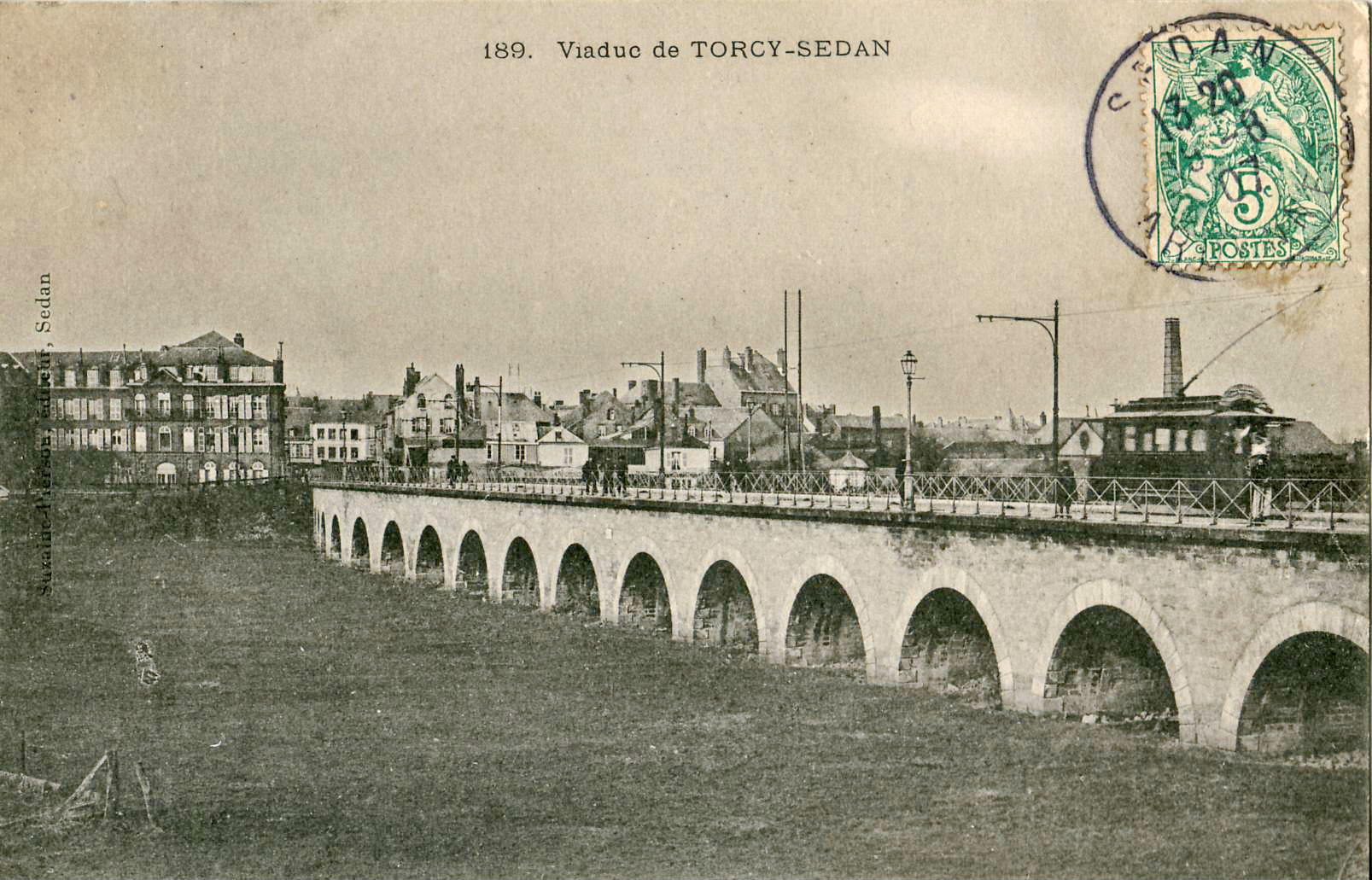
Carte postale ancienne éditée par Suzaine-Pierson à Sedan.

La médiathèque Georges-Delaw compte une collection d'environ 2000 cartes postales, dont voici les principaux éditeurs ardennais :
- Suzaine Pierson
- E. Isabel
- J. Winling
- H. Bourguignat
- Charpentier- Richard

### Fonds local
La médiathèque Georges-Delaw a pour mission de préserver le patrimoine de demain. Elle réunit 10 000 documents d'auteurs ardennais et de journaux locaux : œuvres de fictions, affiches, brochures, articles de presse.

### Fonds particuliers

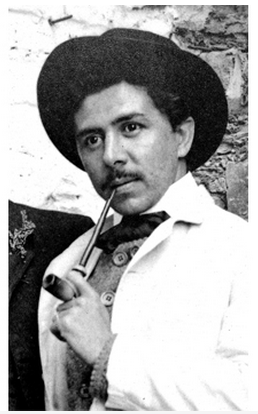
Georges Delaw.

#### Fonds Delaw
Le fonds Georges Delaw (1871-1938) est actuellement en cours d'inventaire. Il est composé d'ouvrages destinés à la jeunesse, de contes, d'illustrations d'albums de chansons, ainsi que de l'œuvre L'Ardenne qui s'en va (1905), de dessins réalisés sur le front de guerre 14-18, le carnet de bord Sur les chemins de France (1920), de panneaux décoratifs pour Edmond Rostand et d'illustrations de presse.

#### Fonds Gourjault
Le fonds Gourjault est composé des documents du marquis Olivier de Gourjault, recueillis au XXe siècle par la bibliothèque municipale de Sedan :
- Documents administratifs relatifs aux différents représentants du pouvoir monarchique (fin XIIIe siècle - siècle des Lumières).
- Documents authentiques comprenant des lettres, des lettres administratives et des contrats de mariage.
- Documents authentiques contemporains (affiches, périodiques, journaux, faire-part, cartes postales, cartes de visites).
- Travaux, extraits d'ouvrages et revues scientifiques réalisés au XIXe et XXe siècles.
- Documents copiés du Moyen Âge et de l’Ancien Régime (chartes, actes notariés, extraits de registre du Consistoire de Sedan[14]).

#### Fonds Vincent
Le fonds du photographe sedanais Roger Vincent couvrent la période entre 1950 et 1975. Ils sont composés de 3.000 plaques de verres et d'environ 10.000 négatifs, pour la plupart numérisé et consultable au sein de l’espace patrimoine. Ces photographies présentent le quotidien des sedanais au cours de la période de reconstruction après la guerre.

#### Fonds Bazelaire
Le fonds Bazelaire est un don de Madame Viaudey-Bazelaire Monique. Il réunit les 2000 partitions imprimées ou manuscrites du chef d’orchestre et violoncelliste.

#### Fonds Fage
Le fonds Fage témoigne du milieu lettré et intellectuel ardennais dans la première moitié du XXe siècle. Il compte 840 pièces, soit 6500 pages ou feuillets : manuscrits de romans, poésies, nouvelles, chroniques, études diverses, dessins, œuvres publiées, dédicaces ainsi que la correspondance privée et personnelle d'André Fage (1883-1948).

#### Fonds Berté
Le fonds Berté est un don de la bibliothèque personnelle du Docteur Berté. Il est composé de 3 000 ouvrages de littérature, d’histoire et d’humanités.

#### Fonds Tristan
Le fonds Tristan est un don de l'écrivain Frédérick Tristan. Il est composé de presque l'intégralité de son œuvre éditée, ainsi que de quelques documents iconographiques,.
- Une trentaine de romans, de contes et de nouvelles
- Poésie en prose
- Essais sur le compagnonnage, la philosophie chinoise ou l’iconologie chrétienne
- Le Dieu des mouches (1959)
- Les égarés (1983)

## Galerie Photos

Galerie photos de la médiathèque Georges-Delaw
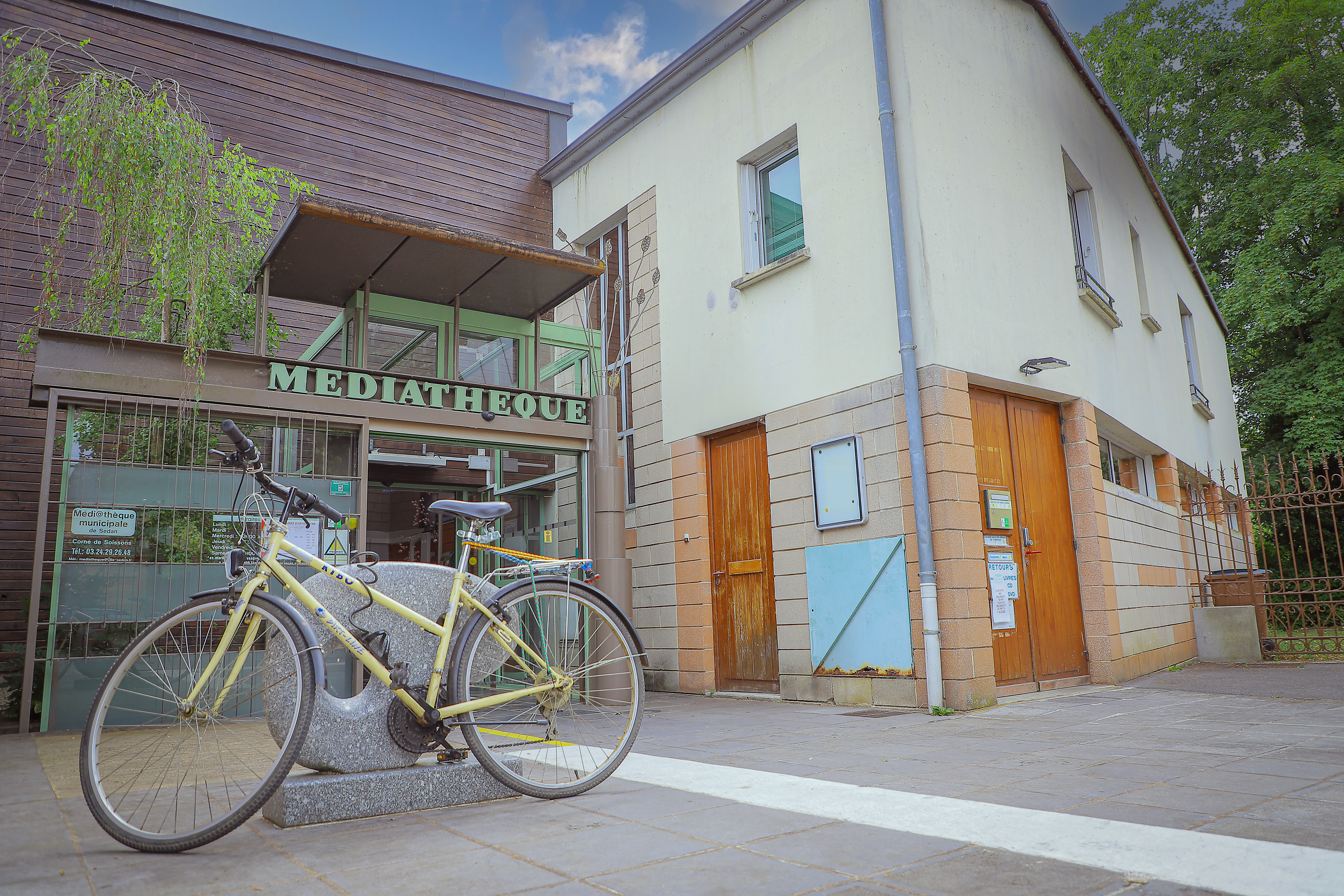
Médiathèque Georges-Delaw, Sedan.
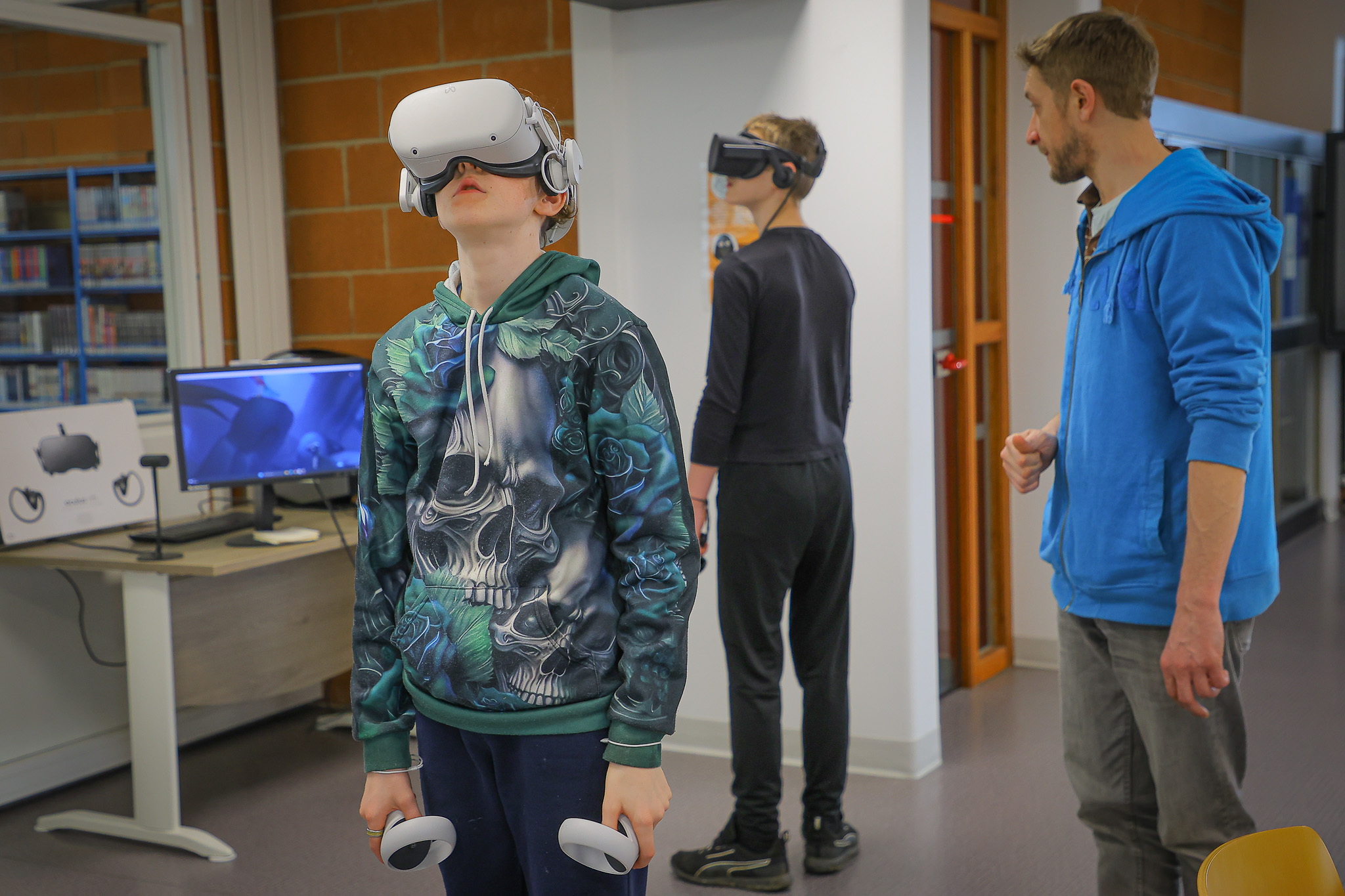
Gaming Zone.
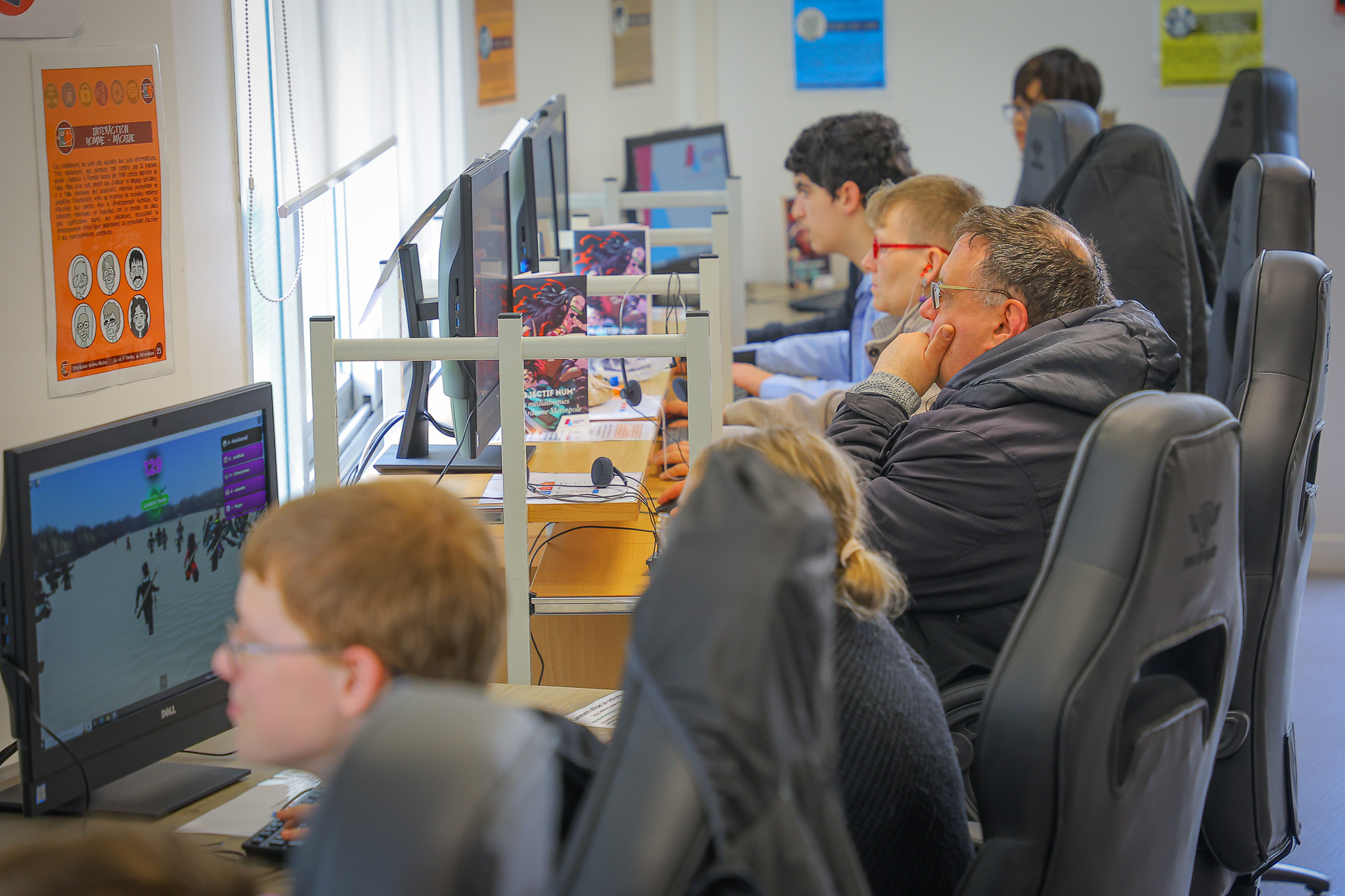
Laboratoire numérique.
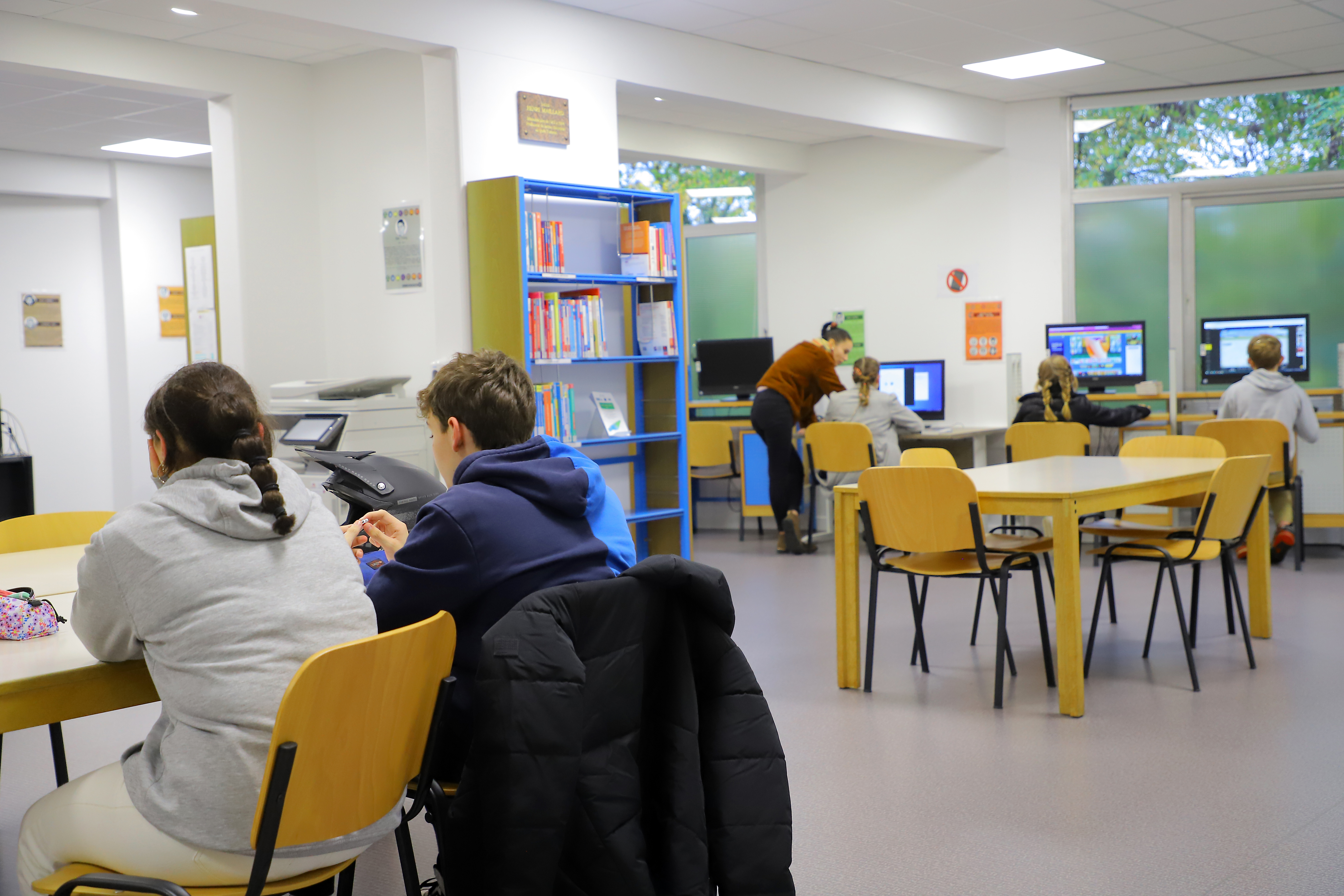
Intérieur de la médiathèque Georges-Delaw, Sedan.
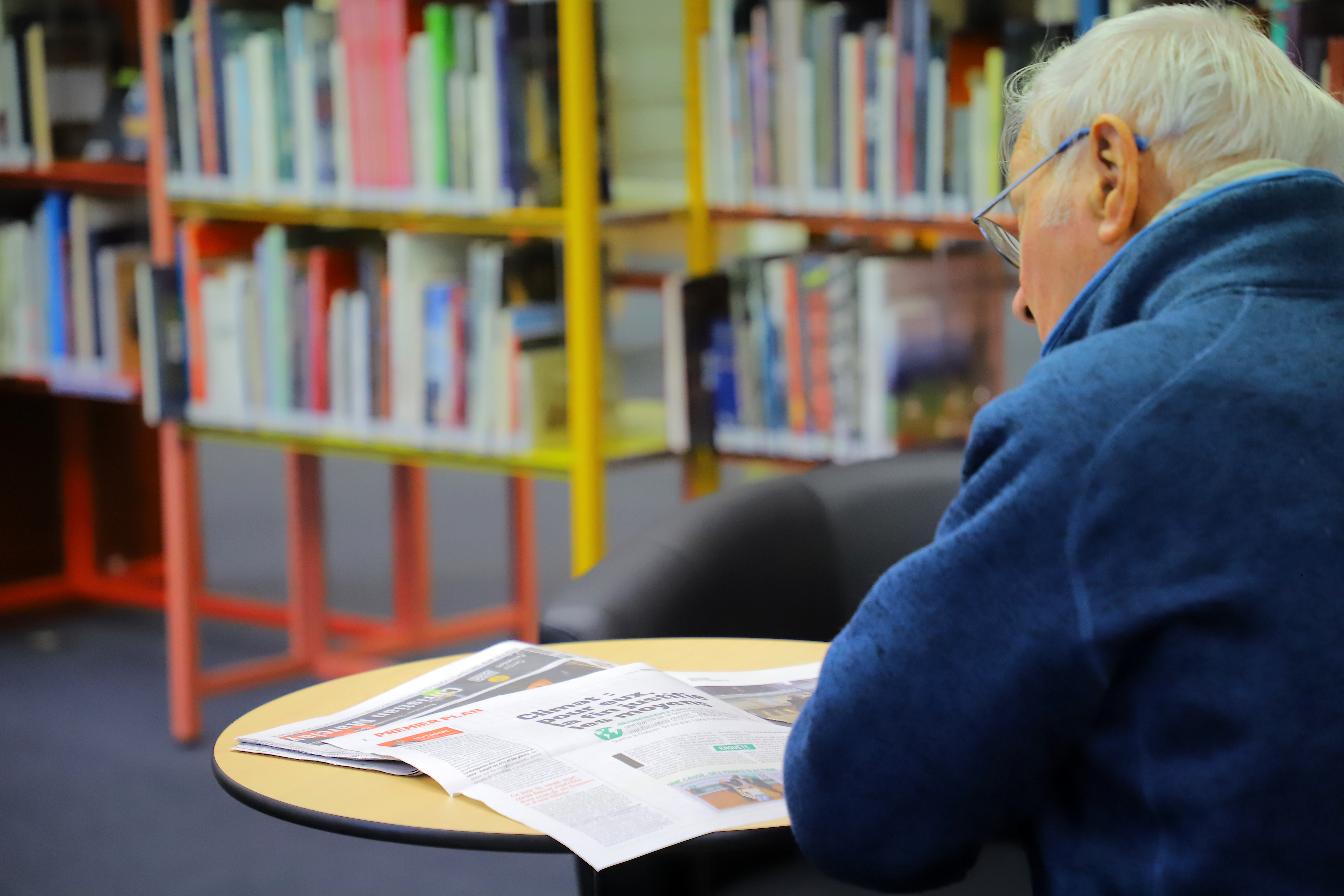
Intérieur de la médiathèque Georges-Delaw, Sedan.